# Rapture-Palooza
Rapture-Palooza è un film del 2013 diretto da Paul Middleditch, con protagonisti Anna Kendrick e Craig Robinson.

## Trama
Due adolescenti affrontano l'apocalisse con l'obiettivo di distruggere l'Anti-Cristo.

## Produzione
Le riprese del film sono iniziate nel mese di maggio 2012.

## Distribuzione
Il film è stato distribuito nelle sale cinematografiche statunitensi il 7 giugno 2013. Il primo trailer, vietato ai minori, è stato diffuso online il 10 marzo 2013.